# Deutsche Fußballmeisterschaft 1962/63
Die Endrunde um die deutsche Fußballmeisterschaft 1963 war die letzte im Herrenfußball. Ab der Saison 1963/64 wurde der Deutsche Meister in der neuen Bundesliga ermittelt.
Nach der WM-bedingten verkürzten Endrunde im Vorjahr wurden die Gruppenspiele in dieser Saison wieder mit Hin- und Rückspiel ausgetragen.

## Teilnehmer

### Teilnehmer an der Qualifikationsrunde
| Werder Bremen  | → Zweiter der Oberliga Nord 1962/63 |
| 1. FC Nürnberg | → Zweiter der Oberliga Süd 1962/63  |

### Teilnehmer an der Endrunde
| Hamburger SV         | → Meister der Oberliga Nord 1962/63       |
| Hertha BSC           | → Meister der Vertragsliga Berlin 1962/63 |
| 1. FC Köln           | → Meister der Oberliga West 1962/63       |
| Borussia Dortmund    | → Zweiter der Oberliga West 1962/63       |
| 1. FC Kaiserslautern | → Meister der Oberliga Südwest 1962/63    |
| Borussia Neunkirchen | → Zweiter der Oberliga Südwest 1962/63    |
| TSV 1860 München     | → Meister der Oberliga Süd 1962/63        |
| 1. FC Nürnberg       | → Sieger der Qualifikationsrunde          |

## Spielplan

### Qualifikationsrunde
| Datum                                                      |                | Ergebnis  |               | Stadion                               |
| ---------------------------------------------------------- | -------------- | --------- | ------------- | ------------------------------------- |
| 18. Mai 1963                                               | 1. FC Nürnberg | 2:1 (1:1) | Werder Bremen | Ludwigshafen am Rhein, Südweststadion |
| damit war der 1. FC Nürnberg für die Endrunde qualifiziert |                |           |               |                                       |

### Vorrunde

#### Gruppe 1
| Datum         |                      | Ergebnis  |                      | Stadion                               |
| ------------- | -------------------- | --------- | -------------------- | ------------------------------------- |
| 25. Mai 1963  | 1. FC Nürnberg       | 3:3 (3:3) | 1. FC Köln           | Nürnberg, Städtisches Stadion         |
| 25. Mai 1963  | 1. FC Kaiserslautern | 1:1 (0:0) | Hertha BSC           | Ludwigshafen am Rhein, Südweststadion |
| 29. Mai 1963  | 1. FC Köln           | 8:2 (2:2) | 1. FC Kaiserslautern | Köln, Müngersdorfer Stadion           |
| 29. Mai 1963  | Hertha BSC           | 0:2 (0:1) | 1. FC Nürnberg       | Berlin, Olympiastadion                |
| 1. Juni 1963  | 1. FC Kaiserslautern | 2:2 (2:0) | 1. FC Nürnberg       | Ludwigshafen am Rhein, Südweststadion |
| 1. Juni 1963  | Hertha BSC           | 3:6 (1:3) | 1. FC Köln           | Berlin, Olympiastadion                |
| 8. Juni 1963  | 1. FC Nürnberg       | 5:1 (0:1) | 1. FC Kaiserslautern | Nürnberg, Städtisches Stadion         |
| 8. Juni 1963  | 1. FC Köln           | 5:1 (1:0) | Hertha BSC           | Köln, Müngersdorfer Stadion           |
| 15. Juni 1963 | 1. FC Nürnberg       | 5:0 (2:0) | Hertha BSC           | Nürnberg, Städtisches Stadion         |
| 15. Juni 1963 | 1. FC Kaiserslautern | 1:1 (0:1) | 1. FC Köln           | Ludwigshafen am Rhein, Südweststadion |
| 22. Juni 1963 | 1. FC Köln           | 6:2 (5:0) | 1. FC Nürnberg       | Köln, Müngersdorfer Stadion           |
| 22. Juni 1963 | Hertha BSC           | 3:0 (1:0) | 1. FC Kaiserslautern | Berlin, Olympiastadion                |

##### Abschlusstabelle
| Pl. | Verein               | Sp. | S | U | N | Tore    | Quote | Punkte |
| --- | -------------------- | --- | - | - | - | ------- | ----- | ------ |
| 1.  | 1. FC Köln           | 6   | 4 | 2 | 0 | 029:120 | 2,42  | 10:20  |
| 2.  | 1. FC Nürnberg       | 6   | 3 | 2 | 1 | 019:120 | 1,58  | 08:40  |
| 3.  | Hertha BSC           | 6   | 1 | 1 | 4 | 008:190 | 0,42  | 03:90  |
| 4.  | 1. FC Kaiserslautern | 6   | 0 | 3 | 3 | 007:200 | 0,35  | 03:90  |

#### Gruppe 2
| Datum         |                      | Ergebnis  |                      | Stadion                         |
| ------------- | -------------------- | --------- | -------------------- | ------------------------------- |
| 25. Mai 1963  | TSV 1860 München     | 3:2 (1:1) | Borussia Dortmund    | München, Grünwalder Straße      |
| 25. Mai 1963  | Borussia Neunkirchen | 3:0 (1:0) | Hamburger SV         | Saarbrücken, Ludwigsparkstadion |
| 29. Mai 1963  | Hamburger SV         | 3:0 (1:0) | TSV 1860 München     | Hamburg, Volksparkstadion       |
| 29. Mai 1963  | Borussia Dortmund    | 0:0       | Borussia Neunkirchen | Dortmund, Stadion Rote Erde     |
| 1. Juni 1963  | TSV 1860 München     | 4:0 (1:0) | Borussia Neunkirchen | München, Grünwalder Straße      |
| 1. Juni 1963  | Borussia Dortmund    | 3:2 (1:0) | Hamburger SV         | Dortmund, Stadion Rote Erde     |
| 8. Juni 1963  | Borussia Neunkirchen | 2:1 (0:0) | TSV 1860 München     | Saarbrücken, Ludwigspark        |
| 8. Juni 1963  | Hamburger SV         | 0:1 (0:0) | Borussia Dortmund    | Hamburg, Volksparkstadion       |
| 15. Juni 1963 | TSV 1860 München     | 2:1 (2:0) | Hamburger SV         | München, Grünwalder Straße      |
| 15. Juni 1963 | Borussia Neunkirchen | 2:5 (1:2) | Borussia Dortmund    | Saarbrücken, Ludwigspark        |
| 22. Juni 1963 | Borussia Dortmund    | 4:0 (2:0) | TSV 1860 München     | Dortmund, Stadion Rote Erde     |
| 22. Juni 1963 | Hamburger SV         | 1:1 (1:1) | Borussia Neunkirchen | Hamburg, Volksparkstadion       |

##### Abschlusstabelle
| Pl. | Verein               | Sp. | S | U | N | Tore    | Quote | Punkte |
| --- | -------------------- | --- | - | - | - | ------- | ----- | ------ |
| 1.  | Borussia Dortmund    | 6   | 4 | 1 | 1 | 015:700 | 2,14  | 09:30  |
| 2.  | TSV 1860 München     | 6   | 3 | 0 | 3 | 010:120 | 0,83  | 06:60  |
| 3.  | Borussia Neunkirchen | 6   | 2 | 2 | 2 | 008:110 | 0,73  | 06:60  |
| 4.  | Hamburger SV         | 6   | 1 | 1 | 4 | 007:100 | 0,70  | 03:90  |

## Finale
| Borussia Dortmund                                   | Borussia Dortmund | 1. FC Köln | 1. FC Köln |
| --------------------------------------------------- | --- | --- | ---------- |
| Borussia Dortmund                                   | \| Samstag, 29. Juni 1963 in Stuttgart (Neckarstadion) \| \| Ergebnis: 3:1 (1:0) \| \| Zuschauer: 75.700 \| \| Schiedsrichter: Kurt Tschenscher (Mannheim) \|                                                     | \| Samstag, 29. Juni 1963 in Stuttgart (Neckarstadion) \| \| Ergebnis: 3:1 (1:0) \| \| Zuschauer: 75.700 \| \| Schiedsrichter: Kurt Tschenscher (Mannheim) \|                                           | 1. FC Köln |
| Borussia Dortmund                                   | Bernhard Wessel; Wilhelm Burgsmüller, Lothar Geisler; Helmut Bracht, Wolfgang Paul, Dieter Kurrat; Reinhold Wosab, Alfred Schmidt, Jürgen Schütz, Friedhelm Konietzka, Gerd Cyliax Cheftrainer: Hermann Eppenhoff | Fritz Ewert; Fritz Pott, Karl-Heinz Schnellinger; Helmut Benthaus, Leo Wilden, Hans Sturm; Karl-Heinz Thielen, Hans Schäfer, Anton Regh, Karl-Heinz Ripkens, Heinz Hornig Cheftrainer: Zlatko Čajkovski | 1. FC Köln |
| Borussia Dortmund                                   | 1:0 Kurrat (9.) 2:0 Wosab (57.) 3:0 Schmidt (65.) | 3:1 Schnellinger (74.) | 1. FC Köln |
| Samstag, 29. Juni 1963 in Stuttgart (Neckarstadion) | | |            |
| Ergebnis: 3:1 (1:0)                                 | | |            |
| Zuschauer: 75.700                                   | | |            |
| Schiedsrichter: Kurt Tschenscher (Mannheim)         | | |            |

| Vorsaison: 1961/62 | Deutsche Fußballmeisterschaften | Folgesaison: 1963/64 (1. Bundesliga-Saison) |